# 利伯蒂鎮區 (愛荷華州切羅基縣)
利伯蒂鎮區（英語：Liberty Township）是位於美國愛荷華州切羅基縣的一個行政鎮區。

## 地方資料
根據2010年美國人口普查的數據，利伯蒂鎮區的面積為93.15平方千米，當中陸地面積為93.14平方千米，而水域面積為0.01平方千米。當地共有人口219人，而人口密度為每平方千米2.35人。